# Petronella Dunois
Petronella Dunois (1650–1695) fue una coleccionista de arte neerlandesa, reconocida por sus casas de muñecas en el Rijksmuseum en Ámsterdam.

## Biografía
Dunois vivió con su hermana Maria en Ámsterdam, después de fallecer sus padres. Ambas hermanas eran ricas; y, cada una hicieron sus propias casas de muñecas, pero solo las de Petronella se conservaron, a través de los siglos. Se menciona, primero en su lista de dote en 1677. En ese año, Dunois se casó con el regente de Leiden Pieter van Groenendijck.  Además de la casa de muñecas, su lista contenía otros artículos costosos como ropa de cama y opciones de compra de acciones. En 1680, los retratos de la pareja fueron pintados por el pintor principal retratista Nicolaes Maes (de La Haya). La casa de muñecas se conservó en la familia, descendiendo por la línea femenina hasta que la casa de muñecas fue donada al museo en 1934. En 1994 el museo pudo comprar los retratos de boda pendientes de los antiguos propietarios.

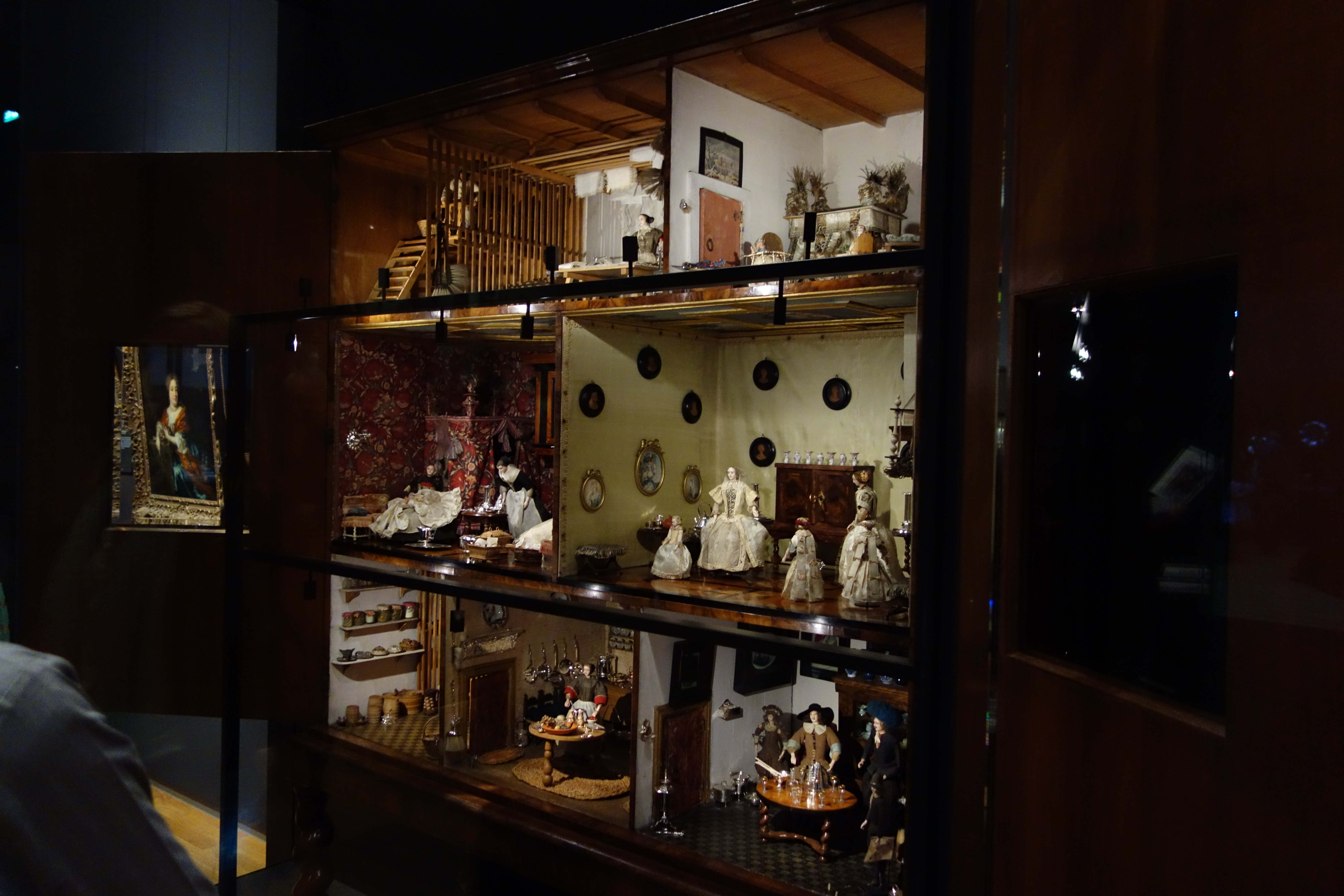
Su casa de muñecas, se mantiene hoy en una habitación en penumbras para preservar los textiles y sus colores.
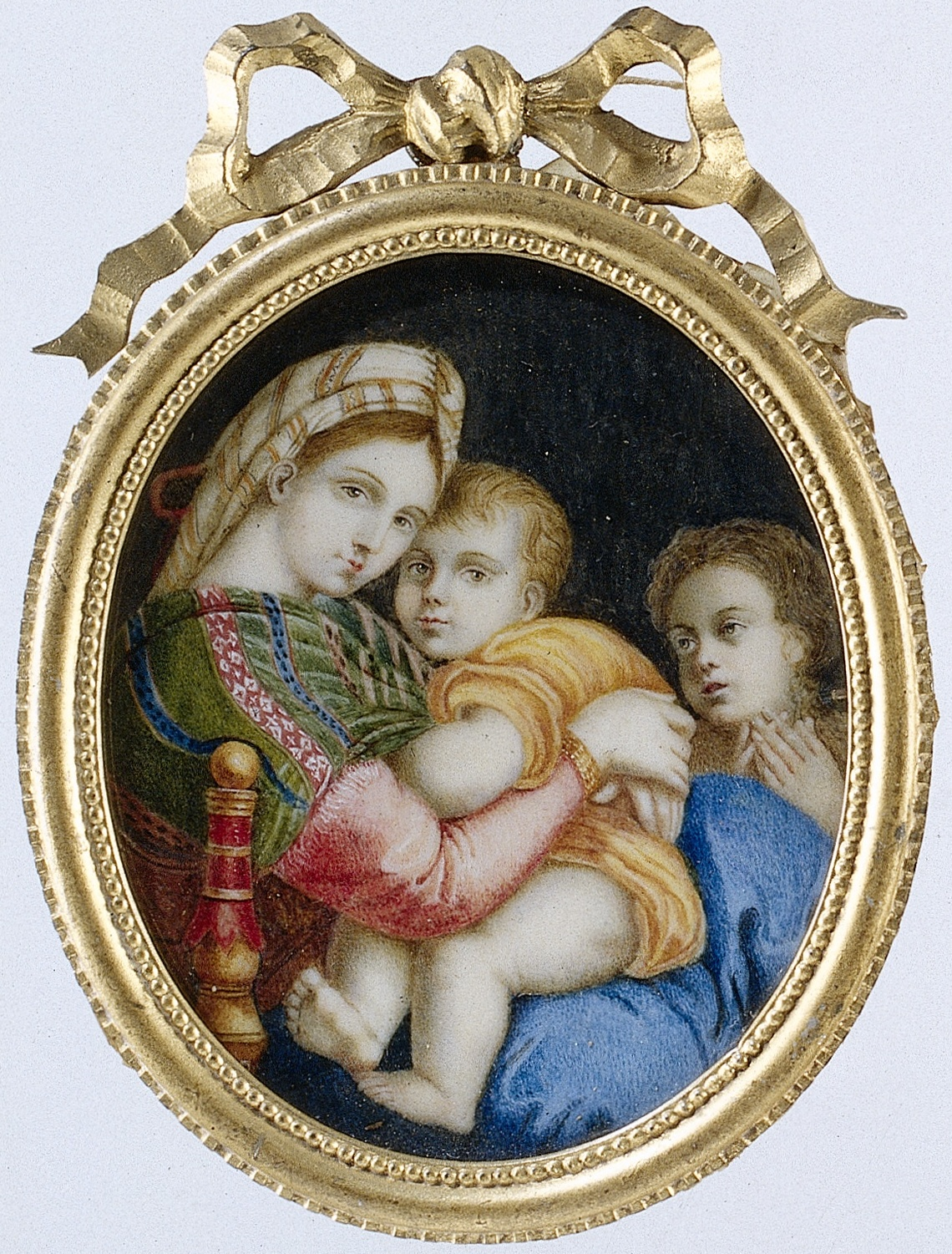
Una de las miniaturas en la casa de muñecas: una reproducción de La Madonna della seggiola, de Rafael.

## Procedencia
Según la mujer, que donó la casa de muñecas en 1934, era originalmente de la colección del almirante Michiel de Ruyter. La historiadora de Ámsterdam, Isabella van Eeghen, trató de demostrar eso en su artículo de 1953 sobre la casa de muñecas, pero tal especie fue refutada más tarde por Fock, aunque el donante era de hecho un descendiente de De Ruyter.